# Rain on the Roof
Rain on the Roof är en poplåt komponerad av John Sebastian. Den utgavs som singel av gruppen The Lovin' Spoonful sent 1966, och blev en ganska stor hit i flera länder. Låten finns med på studioalbumet Hums of the Lovin' Spoonful och var den andra singeln från albumet efter "Summer in the City". Låten som är en lugn ballad handlar om ett kärlekspar som sökt skydd från regn, troligen i en lada, då en textrad talar om att de sitter i hö.

## Listplaceringar
| Lista (1966-1967) | Position               |
| ----------------- | ---------------------- |
| Australien        | 31 (Go Set)            |
| Danmark           | 18 (DR "Top 20")       |
| Finland           | 28                     |
| Kanada            | 12 (RPM)               |
| Nederländerna     | 13                     |
| Nya Zeeland       | 3 (NZ Listner)         |
| Sverige           | 11 (Kvällstoppen)      |
| Sverige           | 3 (Tio i topp)         |
| USA               | 10 (Billboard Hot 100) |